# アメリカンドッグ

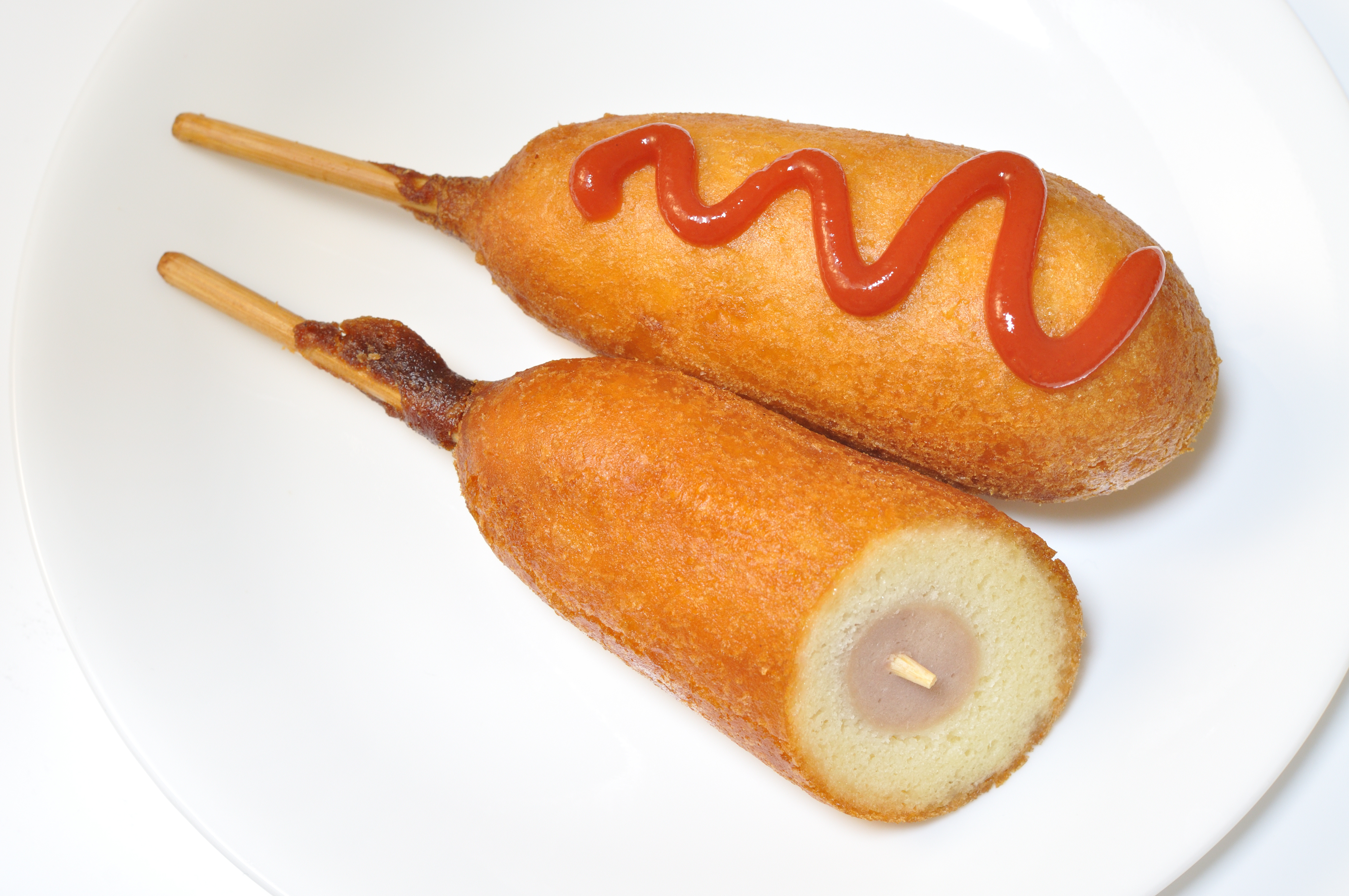
魚肉のアメリカンドッグ。

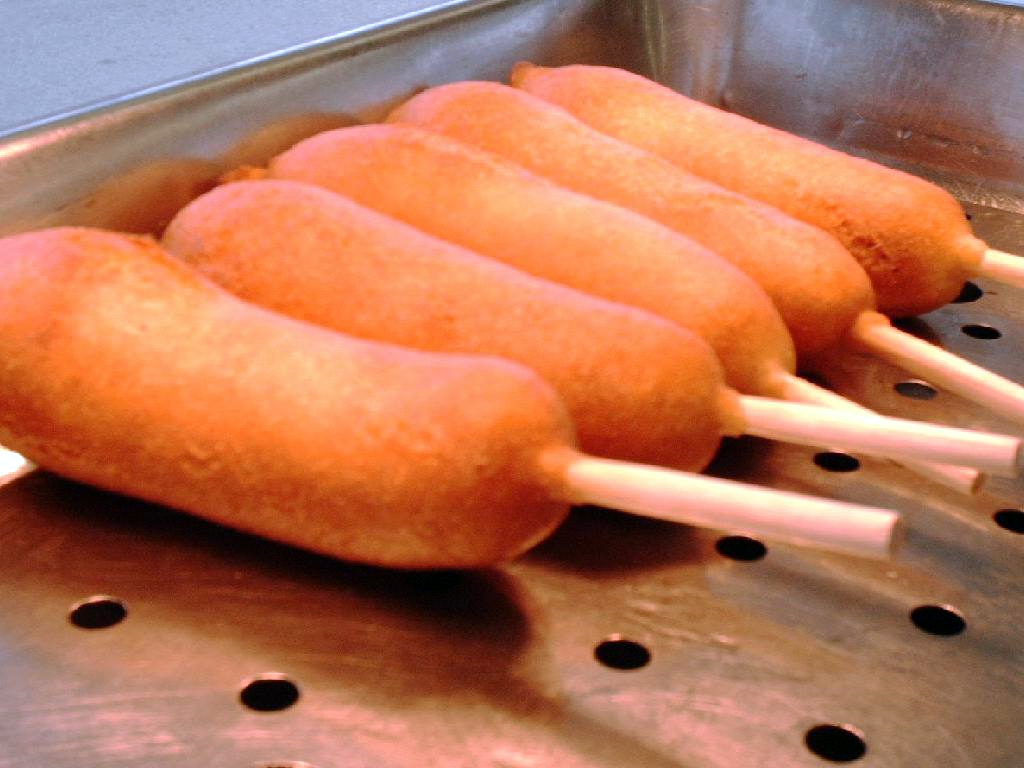
コーン・ドッグ

アメリカンドッグは、ソーセージ（または魚肉ソーセージ）に串を刺し、小麦粉などで作った衣をつけて油で揚げた食品。
アメリカでは普及しているコーンミールの生地を使ったコーン・ドッグ（英語: Corn dog）と呼ばれており、"アメリカンドッグ"は和製英語である。

## 概要
発祥国のアメリカ合衆国では、コーンミール（トウモロコシの粉）を原料としたコーンブレッド生地が使われるため、日本を除くほとんどの国では「コーンドッグ」（Corn dog）と呼ばれている。一説では「コージー・ドッグ・ドライブイン」が発祥とされる。
日本では、小麦粉・卵・砂糖・ベーキングパウダー・牛乳か水を混ぜ衣を作る（家庭においては、簡便さからホットケーキミックスと卵、牛乳を混ぜて作ることが多い）。
アメリカンドッグは、ケチャップ・マスタードを付けて提供される（販売業態によってはパキッテを別添えする場合もある）のが一般的である。
日本では縁日や祭りなどの屋台、学園祭の模擬店、高速道路のサービスエリアやプール、遊園地などの野外遊技場などの売店、コンビニエンスストアなどでよく販売されている。
比較的どこでも購入できるが、扱いはジャンクフードやB級グルメの域を出ず、ハンバーガーなどで見られるような味や原材料、調理法で差別化を図った高級品や専門店はない。
注文を受け調理した揚げたてを食べられる店舗は少なく、フライヤーが設置されていない売店では仕入れた既製品を再加熱し、保温器に入れて販売することも多い。

## フレンチドッグ
北海道では、アメリカンドッグを「フレンチドッグ」と呼ぶことが多いが、単に「アメリカンドッグ全般のことをフレンチドッグと呼称する」か、後述の形態の差異から「アメリカンドッグとフレンチドッグを呼ぶ。(分ける)」かは地域によって異なっている。
アメリカンドッグは、ケチャップやマスタードをつけて食すのが一般的だが、フレンチドッグは砂糖やグラニュー糖など糖質系甘味料を付けることが多い。
また、材料も異なり、アメリカンドッグは豚肉主体のソーセージを使用するのだが、フレンチドッグは魚肉ソーセージを使用する。また、粉砂糖を表面にまぶしたものや生地にパンケーキミックスを使用したものを指す。

## エピソード

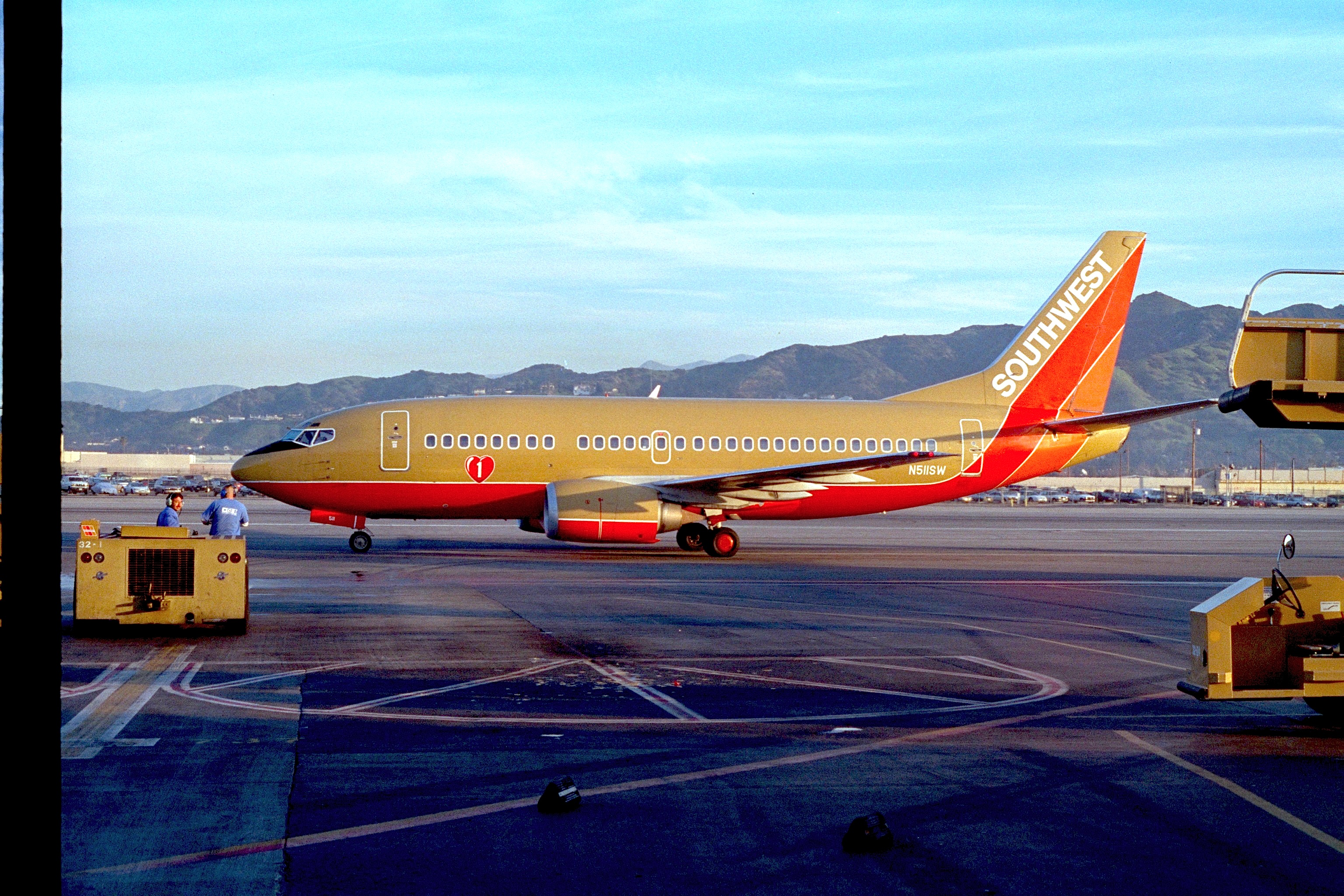

- アメリカの一部地域ではコーンドッグをホットドッグと呼んだ歴史がある(カリフォルニア州サンタモニカで1946年に創業したファストフード店Hot Dog on a Stick（英語版）)。後述する韓国での名称も参照。
- 機体を金と赤に塗装したサウスウエスト航空のボーイング737 クラシックに「コーンドッグ」の愛称がつけられた。
- 日本には、アメリカンドッグ風スナックとしてひょうたん揚げもある。

## アメリカンドッグに関連する作品

### 映像作品
- 海外紀行ドキュメンタリー『GO!GO!アメリカ』第33回「アメリカのマザーロード ルート66（1）」（専門チャンネル：旅チャンネル） - アメリカンドッグの歴史や考案した店舗の紹介がある。
- テレビドラマ『おいしい給食』（テレビ神奈川他）シーズン2 第3話「ナウでヤングなアメリカン」
- 食品加工ドキュメンタリー『FOOD TECH（邦題:美味しさのテクノロジー』第10回　Ball Park (ホットドッグのテクノロジー) （専門チャンネル:ヒストリーチャンネル） - ホットドッグがテーマだが、付随して、上記の『GO!GO!アメリカ』同様アメリカンドッグの歴史や取り扱っている商品の紹介がある。

## 韓国での名称

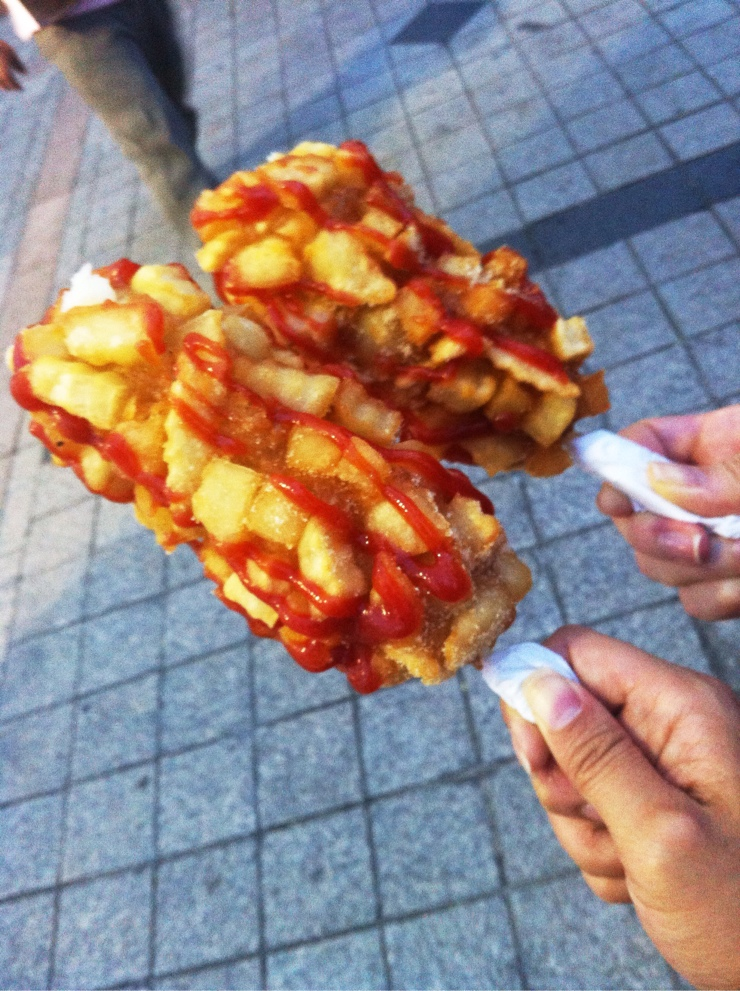
カムジャハットグ

韓国では「ホットドッグ（핫도그）」をアメリカンドッグの名称としても用いる。（両者を厳密に呼び分ける方法は長らく存在しなかった）。

### 発音
標準語規定により平音が濃音化し、「ハッドグ」ではなく「ハットグ」と発音する。

### 歴史
1968年の韓国貿易博覧会においてアメリカ農產物館来場者へトースト・ドーナツ・パンケーキとともに無料で配布されたことがきっかけになり、韓国で本来のホットドッグが普及し始めた。1970年代中ごろになると、ソーセージを衣で包みフライにして食す料理が普及した際に同じ名称で広まった。
慢性的な米とビタミンB群不足を改善するため、1970年代前半からジャガイモをはじめとするイモ類や豆類、トウモロコシの増産計画が実施された。その計画を受けた新聞などが1975年ごろから当該材料を使用した家庭料理の調理法を特集する機会が増加。その中に「ソーセージ入りマッシュポテトフライ」があり、名称を「カムジャハットグ（ジャガイモホットドッグ）」として発表された。
また、衣が小麦粉主体のものは単に「ハットグ」と呼ぶようになった。発表当初は箸で食すことを前提としたが、1976年5月の韓国婦人会主催食生活改善展で割り箸を串として活用した調理法が紹介された。
1970年代後半に第一製糖（現在のCJ）やオットゥギがホットケーキミックスとドーナツミックスの販売を開始したことで、子供向けのおやつや受験生の夜食としての需要が高まった。また、1980年代に学校付近での屋台営業や自動販売機の普及により国民食的な存在になった。1980年代末に大手メーカーから冷凍食品として発売され、行楽用の携行食としても広まっていった。1990年代末に衣にダイス状のフライドポテトを混ぜた新式の「カムジャハットグ」が登場。2010年代にはソーセージの代わりにモッツァレラやチェダーチーズを入れた「チーズハットグ」が流行し日本にも波及した。
ブームをきっかけに、一部では旧式のアメリカンドッグを「イェンナルハットグ（昔風ハットグ）」と呼び分けるようになった。